# Domènec Latorre i Soler
Domènec Latorre i Soler (les Corts, Barcelona, 1893 - Camp de la Bota, 1939) fou un polític i activista catalanista, pare de la professora de català Roser Latorre i Gaia.
Els seus pares eren immigrants aragonesos de Graus, i fou un actiu i entusiasta nacionalista català. De molt jove ingressà a la Unió Catalanista, i posteriorment fundà el grup nacionalista Pàtria Nova, del qual fou el principal dirigent. Bon amic de Vicenç Albert Ballester, amb ell va col·laborar en les publicacions nacionalistes L'Intransigent i Subversió Nacionalista (1918), on va publicar articles i caricatures. Fou detingut en diverses manifestacions nacionalistes entre 1916 i 1920, algunes en suport dels Voluntaris Catalans en la Primera Guerra Mundial.
Com a militant nacionalista, també fou soci del CADCI, alhora que se'l considera un dels fundadors de la Joventut Nacionalista La Falç. També participà en la difusió de l'obra de l'Associació Protectora de l'Ensenyança Catalana. Va mantenir també relació amb Pere Seras i Isern i d'altres catalans d'Amèrica.
Durant la Segona República Espanyola i la guerra civil espanyola treballà com a funcionari de l'Ajuntament de Barcelona sense tenir cap militància ni acció destacada. Tot i així, el 1939 fou denunciat per companys de feina i detingut al seu lloc de treball per les tropes franquistes. El nou alcalde de Barcelona, Miquel Mateu i Pla, no va fer cap intent per salvar-lo. Fou jutjat en un consell de guerra (els tristament famosos sumaríssims d'urgència) i condemnat a mort, sota l'acusació d'independentista, fent servir com a prova, entre d'altres, el diari personal de la seva filla Montserrat. Malgrat les gestions que van fer per salvar-lo Ferran Valls i Taberner, Josep Pla i Carles Sentís, fou executat el maig del 1939 al camp de la Bota, amb Daniel Cochs i Lluís Escaler i Espunyes.